# RIG Falköping
RIG Falköping, Riksidrottsgymnasiet Falköping,  är en volleybollklubb en del av riksidrottsgymnasiumet Ållebergsgymnasiet i Falköping. Eleverna studerar vid Ållebergsgymnasiet och representerar RIG Falköping i något av de sex lagen som klubben har i seriesammanhang. Under säsongen 2016/2017 hade klubben lag i både Elitserien för herrar och damer.